# أجاليغا
أجاليغا هما جزيرتان خارجيتان في موريشيوس يقعان في المحيط الهندي،على بعد 1000 كم تقريباً من جزيرة موريشيوس. في يوليو 2011 كان عدد سكانهما 300 نسمة.